# Guilda de São Olavo

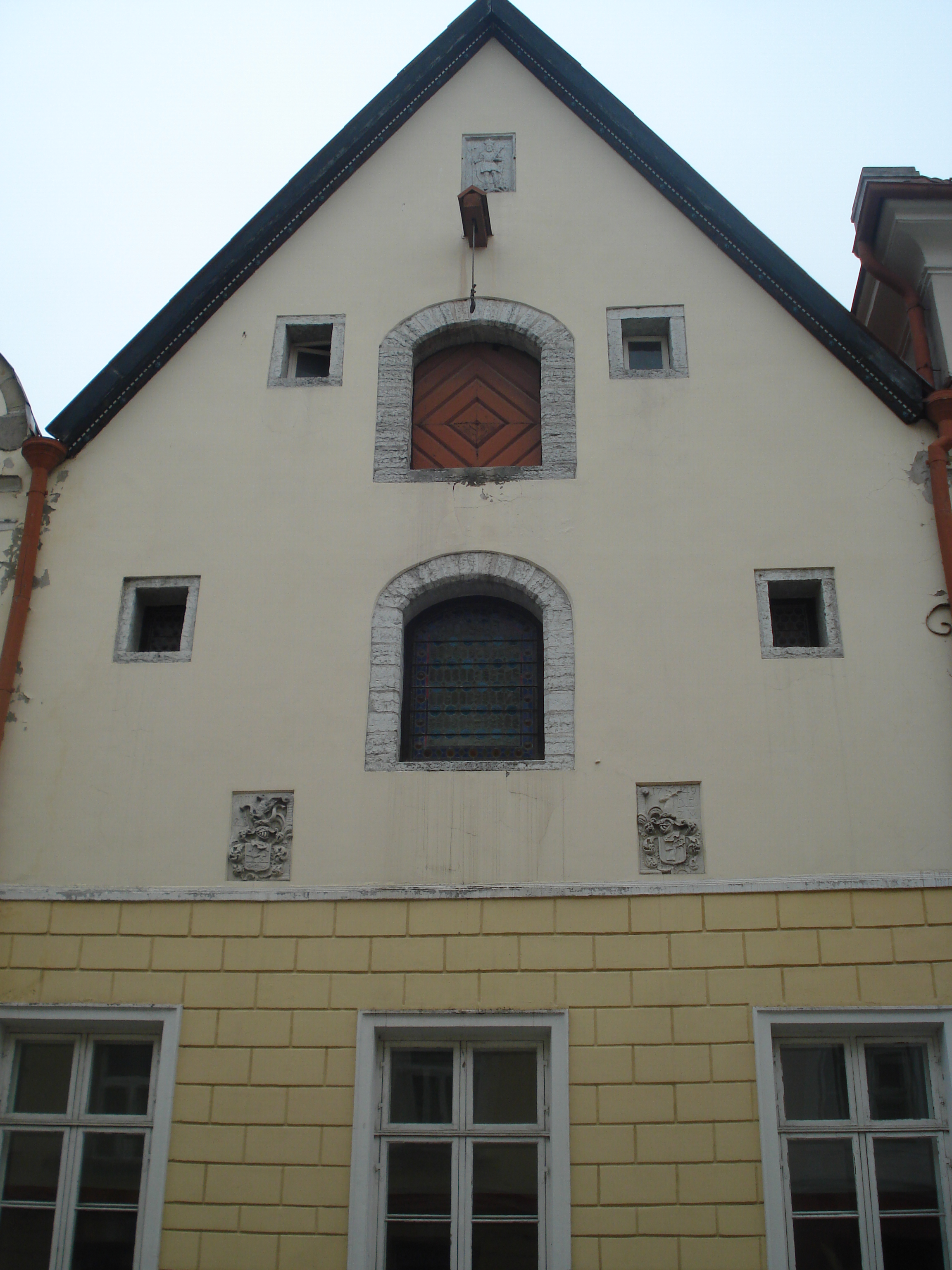
Casa da Guilda de São Olavo

A Guilda de São Olavo (em estoniano:  Oleviste gild) foi uma guilda em Tallinn, na Estónia. A guilda foi nomeada em honra a Olavo II da Noruega.
A guilda foi estabelecida provavelmente no século XIII ou XIV. A primeira menção foi em 1341.
A guilda era composta por artesãos.
Em 1689, a guilda foi encerrada e a maioria dos seus membros juntou-se à Guilda de Canute.